# Posiciones del baloncesto

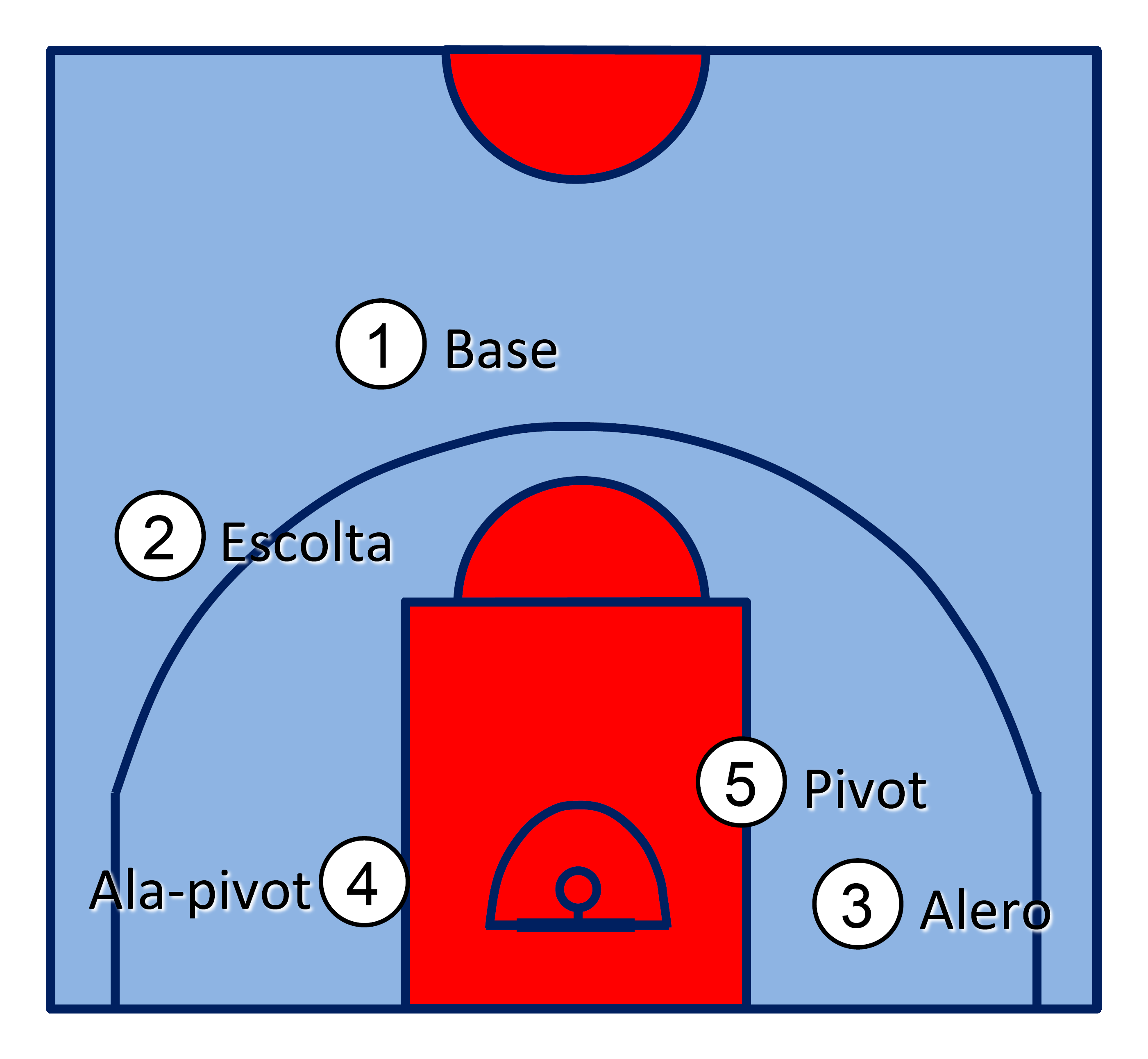
Las cinco posiciones clásicas del baloncesto

Las cinco posiciones del baloncesto representan una serie de cinco categorías-tipo de jugadores que integran un equipo genérico, relacionadas con sus funciones en la cancha y que sirven para clasificar de forma rápida, concisa y sencilla las principales características de cada jugador. Habitualmente, cuanto mayor es la estatura de un jugador, más cerca de la canasta desarrolla su juego. Sin embargo, existen muchísimos casos de jugadores que son capaces de desempeñar su posición con una altura muy superior al promedio para ese puesto.

## Antecedentes
Hasta la década de 1950 se mantuvo la designación utilizada inicialmente para describir la composición de un equipo de baloncesto, que era similar a la de otros deportes y estaba basada en la formación en líneas adoptada en la pista por los equipos: dos defensas, dos delanteros, y un central. Estos nombres fueron cada vez menos utilizados, y pasaron a designarse como base, dos alas, y dos postes, o a no utilizarse ninguna designación concreta en absoluto.

## Nomenclatura actual

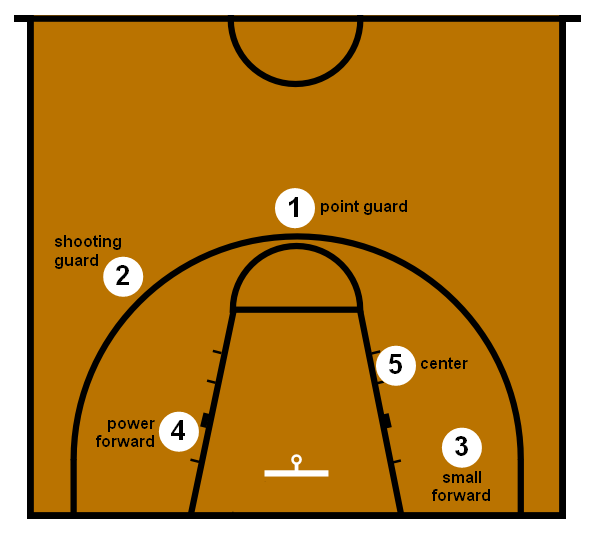
Posiciones de baloncesto (denominaciones en inglés)

Para dar sentido a los cambios en la forma de jugar de los equipos, actualmente se designan cinco posiciones separadas, que en su forma léxica española habitual se denominan como:
- (1) Base
- (2) Escolta
- (3) Alero
- (4) Ala-pívot
- (5) Pívot

También es habitual designar estas posiciones por el número correspondiente; y así se habla por ejemplo del "cinco" para referirse al pívot o del "tres" para el alero.
Las reglas del baloncesto no hacen referencia a estas designaciones, por lo que todos los jugadores deben cumplir las mismas reglas. De hecho, a veces no se utiliza dicha terminología, y se puede afirmar que están pensadas más para satisfacer a los cronistas deportivos y a los seguidores de los equipos que a entrenadores o jugadores. Muchos técnicos destacados, como el entrenador olímpico Mike Krzyzewski ignoran estas posiciones por completo.

## Posiciones
| Posiciones | Posiciones    | Posiciones  | Inglés         |
| Guardias   | 1 (Base)      | Armador     | Point Guard    |
| Guardias   | 1 (Base)      | Guardia     | Combo Guard    |
| Guardias   | 2 (Escolta)   | Protector   | Shooting Guard |
| Guardias   | 2 (Escolta)   | Ala         | Guard-forward  |
| Atacantes  | 3 (Alero)     | Ala         | Swingman       |
| Atacantes  | 3 (Alero)     | Delantero   | Small Forward  |
| Atacantes  | 3 (Alero)     | Poste       | Point Forward  |
| Atacantes  | 4 (Ala-Pívot) | Ala-Pívot   | Power Forward  |
| Atacantes  | 4 (Ala-Pívot) | Tramo       | Combo Forward  |
| Atacantes  | 4 (Ala-Pívot) | Tramo       | Stretch Four   |
| Centro     | 5 (Pívot)     | Centro      | Center         |
| Centro     | 5 (Pívot)     | Hombre Alto | Bigman         |

### Base

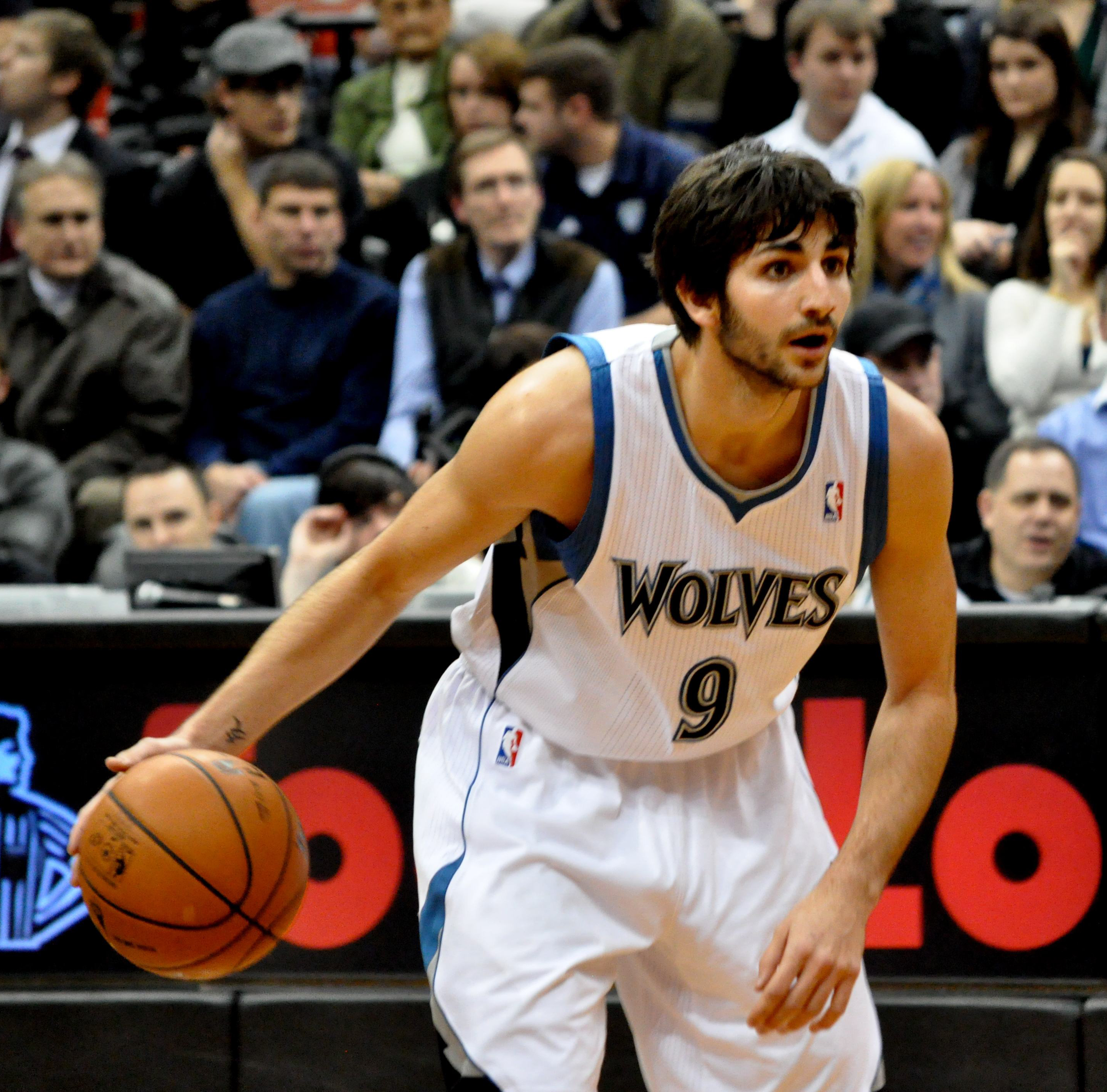
Ejemplo de Posición de Base: Ricky Rubio

El Base (Point Guard ó PG en EE. UU.), también conocido como "uno", es el mejor pasador y manejador del balón del equipo. Por tanto, frecuentemente lidera las estadísticas en asistencias y robos. A menudo son rápidos y con capacidad para lanzar tanto desde fuera de la línea de tres puntos como desde "la pintura", dependiendo en gran medida de su habilidad en el juego. Están considerados la prolongación del "entrenador sobre la cancha".
Analizan el juego para reconocer las debilidades de la defensa contraria y las fuerzas de su propio ataque. Son los responsables de dirigir el juego, con un papel equivalente al de los centrocampistas en fútbol o del quarterback en el fútbol americano. Un buen base contribuye a mejorar la eficacia del equipo en su conjunto y generalmente tiene el mejor promedio de asistencias. Son a menudo conocidos como directores de juego o "play makers".
Los bases suelen ser los jugadores de menor estatura del equipo, normalmente miden entre 1,80 y 1,90 m.

### Escolta

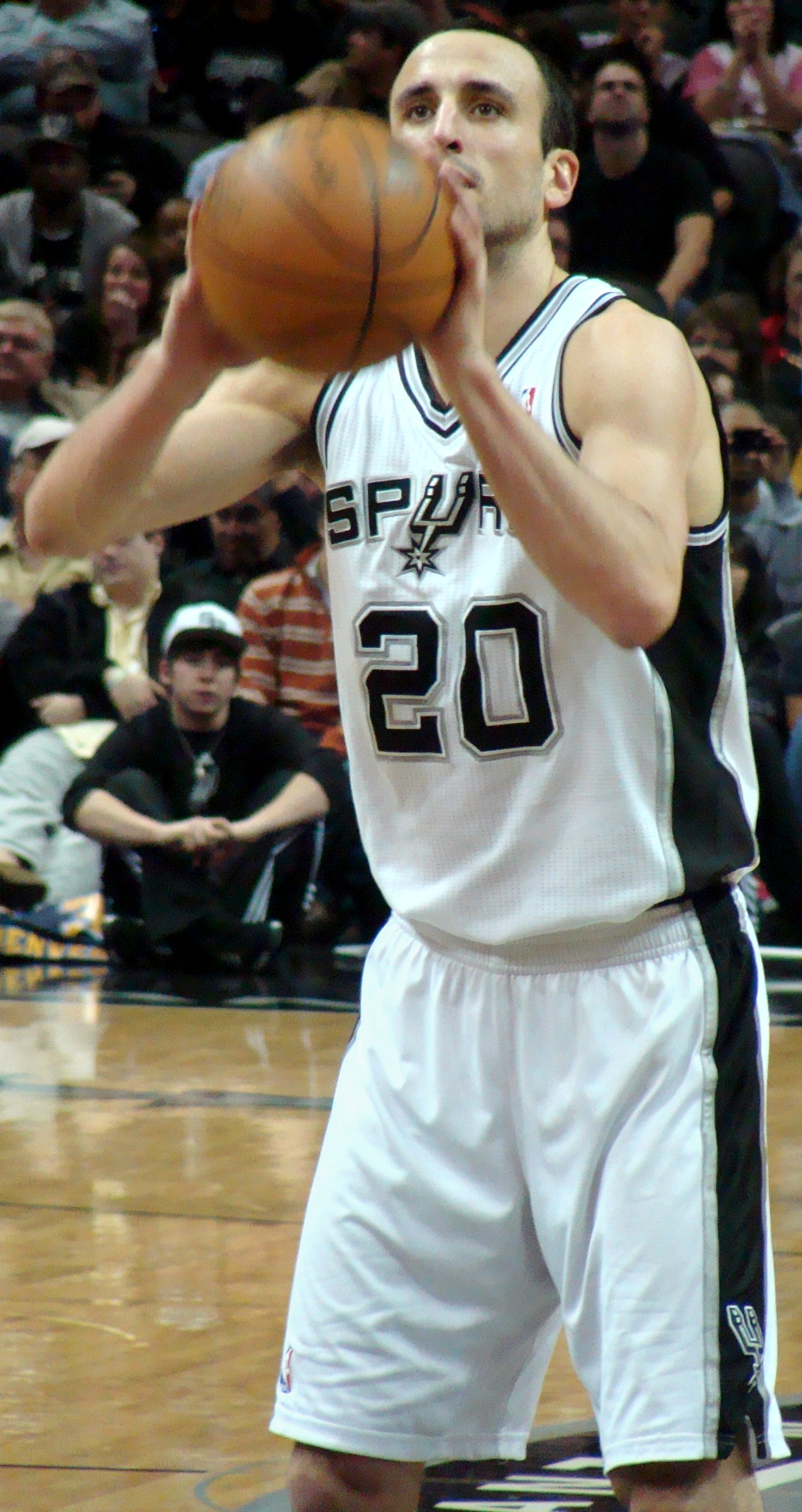
Ejemplo de Posición de Escolta: Manu Ginóbili

El Escolta (Shooting Guard o SG en EE. UU.) es también conocido como "dos". Junto con el alero, a veces también es designado ala debido a una táctica de juego similar. La mayoría son buenos tiradores de tres puntos, y manejan con habilidad  el balón, con capacidad para entrar hasta el aro, o de buscar buenas posiciones de tiro mediante dribling.
Versátiles, son buenos pasadores, compartiendo esta función con el base, formando con este en ocasiones parejas perfectamente compenetradas. Suelen medir entre 1,90 y 2,00 m.

### Alero o ala

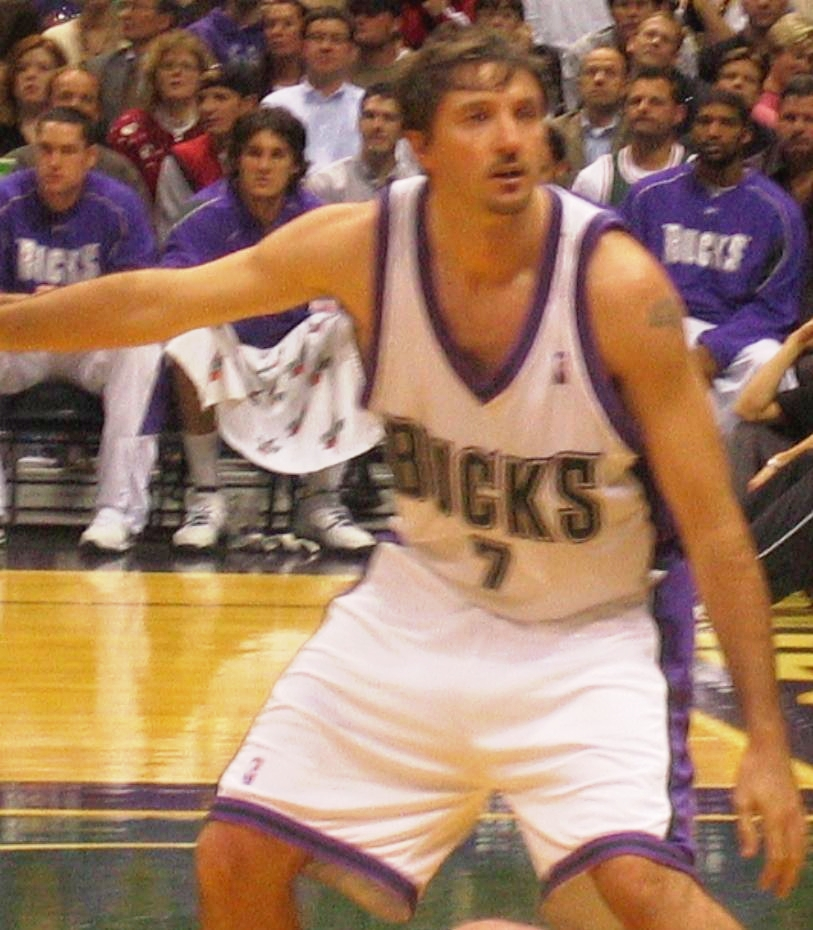
Ejemplo de Posición de Alero: Toni Kukoč

El Alero (Small Forward o SF en EE. UU.) es también conocido como "tres". La posición de alero está considerada la más versátil de las cinco posiciones del baloncesto, siendo precisamente la versatilidad la clave de su función en la pista, entre la del ala-pívot y la del escolta. Es por esto que las posiciones del alero y del escolta son a menudo intercambiables y se designan como "alas".
Tienen una gran variedad de capacidades, combinando velocidad y fortaleza. Son capaces de "remontar la línea de fondo" cobrando faltas personales, dejando bandejas o efectuando clavadas. En consecuencia, deben ser habilidosos con los tiros libres. Además de ser capaces de entrar a canasta, también deben ser buenos lanzadores de larga distancia. Algunos son capaces de simultanear el papel del base, dando lugar al alero pasador. Otros pueden ser indistintamente especialistas defensivos y anotadores muy efectivos.
Suelen medir entre 2,00 y 2,05 m.

### Ala-Pivot

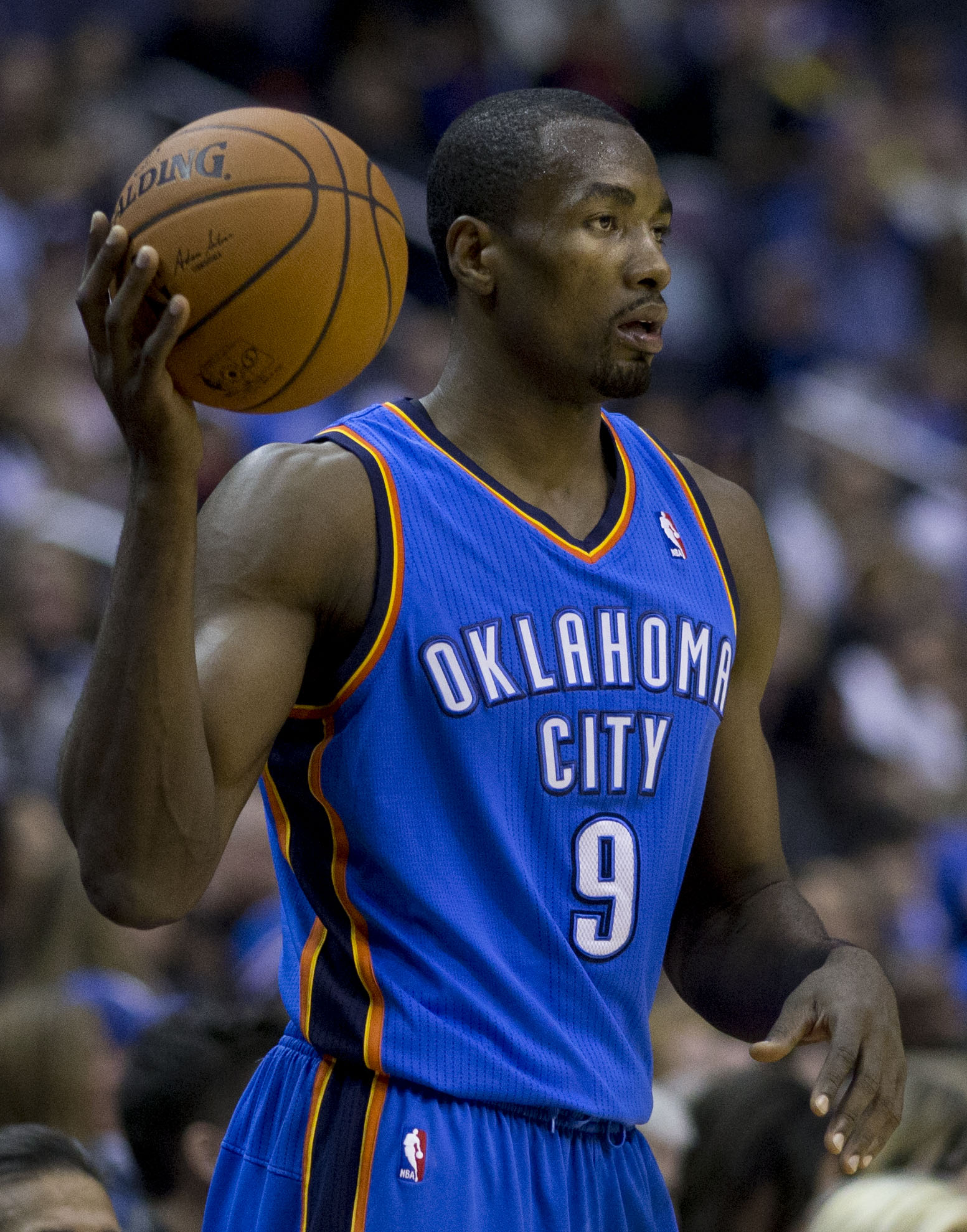
Ejemplo de Posición de Ala-pívot: Serge Ibaka

El Ala-pívot (Power Forward o PF en EE. UU.), también conocido como "cuatro",  a menudo desempeña un papel similar al del pívot, en la función de "poste bajo". En ataque, suelen realizar veloces movimientos de largo recorrido sobre la cancha, siendo capaces de anotar cerca del aro y de lanzar con efectividad desde 3 o 4 metros. Algunos de estos jugadores también son capaces de lanzar de tres puntos.
En defensa, vigilan a los jugadores contrarios más grandes cerca del aro, y deben tener buenas condiciones atléticas para enfrentarse a jugadores rápidos lejos de la canasta. La mayoría tienen la habilidad necesaria para participar en el juego lejos de su posición natural en el poste bajo. 
Suelen medir entre 2,00 y 2,10 m.

### Pívot

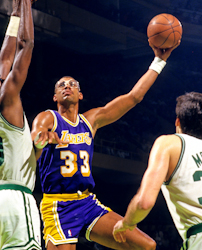
Ejemplo de Posición de Pívot: Kareem Abdul-Jabbar

El Pívot también conocido como "cinco", normalmente juega cerca de la línea de fondo, cercano a la canasta. Suele ser el jugador más alto de la formación, anotando "desde la pintura" (cercano al aro), aunque algunos pueden ser buenos lanzadores de perímetro. Típicamente especializados en capturar rebotes, taponar tiros y en facilitar posiciones de bloqueo para sus compañeros.
La posición de pívot ha sido tradicionalmente considerada uno de los puestos más importantes, si no el más importante. El alcance de esta posición ha evolucionado desde el jugador relativamente lento y muy alto, aposentado junto al aro, a un jugador que podría considerarse por su físico un ala-pívot, pero que es capaz de dominar la posición con sus habilidades defensivas y con su capacidad desequilibrante para lanzar desde el poste alto. Esto se ha debido a la escasez de jugadores que posean la combinación necesaria de gran habilidad, altura ideal, y ausencia de lesiones, circunstancia provocada por el desarrollo de un ritmo de juego más rápido y de un baloncesto más atlético (de canasta a canasta) que precisa menos del juego del pívot tradicional.
El pívot suele ser el jugador más alto del equipo y normalmente mide más de 2,10 m.